# Здравоохранение в Брунее
Система здравоохранения Брунея включает в себя все государственные и частные медицинские учреждения, а также оказываемые ими услуги.

## Структура

### Оказание услуг
В стране насчитывается четыре государственные больницы по одной на каждый округ, а также 16 медицинских центров и 10 клиник. Стоимость медицинской консультации для жителя страны составляет 1 брунейский доллар; бесплатные услуги оказываются для детей в возрасте до 12 лет. При этом имеют место проблемы с неправноправным доступом к получению медицинских услуг: брунейцы китайского происхождения чаще пользуются частными клиниками, чем государственными.
В Панаге располагается известный медицинский центр, управляемый компанией Brunei Shell Petroleum. Люди, которым невозможно оказать медицинскую помощь, за счёт государства отправляются на лечение за границу. В 2011—2012 годах 327 человек лечились в Малайзии и Сингапуре за счёт правительства, на их лечение было потрачено 12 млн. долларов США.

### Крупнейшие госпитали
На 1000 человек насчитываются в среднем 2,8 больничных коек. Уровень заражённости ВИЧ/СПИД составляет 0,1 %, для предотвращения дальнейших заражений проводятся кампании. Крупнейшей больницей является госпиталь RIPAS в столице Бандар-Сери-Бегаван, насчитывавший в 1992 году 550 коек: в нём работают 58 медсестёр. Есть также два частных медицинских центра: Gleneagles JPMC Sdn Bhd. и Джерудонг-Парк. В ноябре 2008 года открылся Центр развития здравоохранения, который предназначен для популяризации здорового образа жизни.
В настоящее время в Брунее нет отдельного медицинского училища: для получения квалифицированного медицинского образования и учёной степени брунейцы едут за границу. При этом при университете Бруней-Дарэссалам действует медицинский факультет (корпус открыт в 2009 году), а с 1951 года действовала школа медсестёр, которая объединилась в декабре 2008 года с медицинским институтом в единый институт для подготовки медсестёр и акушерок, известный под аббревиатурой PAPRSB — Институт наук здоровья.

## Заболевания
Тройка наиболее распространённых заболеваний, приводящих к смертям в Брунее — онкологические заболевания, заболевания сердечно-сосудистой системы и сахарный диабет. Данные по числу самоубийств не публикуются: по словам доктора Хильды Хо, на это в обществе наложено табу. По состоянию на 2014 год причинами около половины смертей были неинфекционные заболевания: после заявленной выше тройки наиболее распространённых заболеваний на 4-м месте идут патологии мозгового кровообращения.
7,5 % населения страдают от ожирения, что является самым высоким показателем среди стран АСЕАН. Согласно исследованиям Министерства здравоохранения, ожирение или лишний вес также обнаруживаются у 20 % школьников.